# Literatura en bopurí
La literatura literatura en bopurí o literatura bopurí es aquella realizada en lengua bopurí, en su mayoría en la India, pero en la isla Mauricio y otros países.

## Folclore
Inicialmente, existía un corpus de música y poesía folclórica que dominaba el panorama cultural. Krishna Dev Upadhyaya del distrito de Ballia pasó 60 años investigando y catalogando el folclore bopurí. H. S. Upadhyaya escribió el libro Relationships of Hindu family as depicted in Bhojpuri folksongs (1996; «Relaciones de la familia hindú representadas en las canciones folclóricas bopurís»). Ambos catalogaron miles de canciones, acertijos y proverbios populares de los distritos de Purvanchal, Bihar, Jharkand y Chotta Nagpuri cerca de Bengala.

## Orígenes
La literatura escrita comenzó a principios del siglo XX. Durante la época del colonialismo británico, la lengua era conocida como «lenguaje de la provincia fronteriza norte» (Northern Frontier Province language), adoptando la literatura un tono patriótico, convirtiéndose en comunidad tras la Independencia.

## Desarrollo
Los periodos posteriores, siguiendo el poco desarrollo económico de las regiones que hablan bopurí, las obras literarias se centran más en los sentimientos humanos y la lucha de la vida diaria. Sin embargo, la larga lista de líderes que surgieron de la región tras la independencia de la India, como el presidente Rajendra Prasad o Krishna Dev Upadhyaya, garantizaron que la vida intelectual nunca decayese, lo que resulta evidente en su literatura.
Bopurí se convirtió en el siglo XX en una de las bases para el desarrollo de la lengua oficial de la India independiente, el hindí. Bhartendu Harishchandra, considerado el padre de la literatura en hindí, estuvo muy influenciado por el tono y el estilo del bopurí en su región natal, al igual que lo estuvieron los importantes escritores en hindí Mahavir Prasad Dwivedi y Munshi Premchand, ambos originarios de regiones que hablan bopurí.
Bhikhari Thakur, conocido como el Shakespeare bopurí, ha escrito obras de teatro, incluyendo los clásicos de Bidesiya.

## Literatura contemporánea
La literatura contemporánea en bopurí está marcado por la presencia de autores y poetas como Anand Sandhidoot, Pandeya Kapil y Ashok Dwivedi, editor de la popular revista en bopurí Paati, Onkareshwar Pandey, escritor y editor de la primera revista de noticias, y otros. Recientemente ha cobrado importancia la revista Sahitya Sammelan, con Arunesh Niran como editor y Uday Prakash Pandey como coeditor. 
En Mauricio, Sarita Boodhoo, del Mauritius Bhojpuri Institute, ha realizado una gran labor siguiendo la cultura y la lengua bopurí, documentando la llegada de los trabajadores contratados a la isla. Manoj Bhawuk alcanzó cierta fama con su obra literaria en bopurí Tasveer Zindagi ke y por su contribución al desarrollo de la literatura en bopurí. 
En los Estados Unidos, Sailesh Mishra, otro activista, poeta y escritor bopurí contemporáneo, ha sido el creador de la Bhojpuri Association of North America (BANA) en 2005, además de contribuir a promocionar la lengua y la cultura bopurí por el mundo. Es conocido como el fundador del Bhojpuri Express Network (BEN) para unir la comunidad en línea bopurí en Internet.
Avinash Tripathi fundó la Bhojpuri Association of India (BHAI) en 2008 para representar la voz del bopurí en el mundo.